# Ferdinand Heseding
Ferdinand Heseding (* 28. Juni 1893 in Huckingen; † 27. Mai 1961 in Düsseldorf) war ein deutscher Bildhauer.

## Leben
Heseding besuchte die höhere Schule in Duisburg bis zur Mittleren Reife und wechselte dann an die Kunstgewerbeschule Düsseldorf. Der Erste Weltkrieg unterbrach seine Ausbildung. Nach seiner Dienstzeit schrieb sich Heseding an der Staatlichen Kunstakademie Düsseldorf ein. Er absolvierte eine Ausbildung zum Bildhauer und wurde Schüler von Hubert Netzer.
Ab 1925 lebte und arbeitete Ferdinand Heseding in Düsseldorf als freischaffender Bildhauer. Zu seinen Arbeiten zählen:
- das Steinerne Kreuz in Duisburg-Huckingen,
- ein Mahnmal für die Toten der zwei Weltkriege in Duisburg-Huckingen,
- ein Mahnmal auf dem Friedhof Bügelstraße in Duisburg-Obermeiderich
- das Kriegerdenkmal in Duisburg-Serm,
- das Gefallenen-Ehrenmal in Düsseldorf-Wittlaer,
- das Kriegerdenkmal in Kalkar,
- die Vase Nibelungen auf der Ufermauer am Rheinpark Golzheim,
- Skulpturen aus Sandstein am Eingangsbereich des Postamts in Oberkassel,
- Reliefs am Verwaltungsgebäude Marktplatz 6, am Hauptbahnhof Düsseldorf (verloren gegangen),[2] am 1937 gebauten Klärwerk in Lörick[3] und am Opernhaus Düsseldorf sowie
- der Brunnen am Carlsplatz in Düsseldorf,
- Skulpturen aus Muschelkalk über den Eingängen der Häuser Heerdter Sandberg 23, 44 und 52 in Düsseldorf-Oberkassel
- Reliefs aus Eisen als Kreuzwegstationen in Kirche St. Marien in Delmenhorst, Niedersachsen

Hinzu kommen Taufbecken, Patronatsfiguren und Tabernakelreliefs in mehreren Kirchen in und um Duisburg. So finden sich häufiger religiöse Motive in seinen Kunstwerken. Erst in den letzten Schaffensjahren hat er sich von der gegenständlichen Kunstrichtung gelöst und Werke mit nur angedeuteten Umrissen geschaffen.
In der Zeit des Nationalsozialismus war Heseding Mitglied der Reichskammer der bildenden Künste und u. a. 1938 und 1940 mit zwei Arbeiten auf der Großen Deutschen Kunstausstellung in München vertreten.
Ferdinand Heseding starb am 27. Mai 1961 in Düsseldorf-Lohausen und ist auch dort beigesetzt.

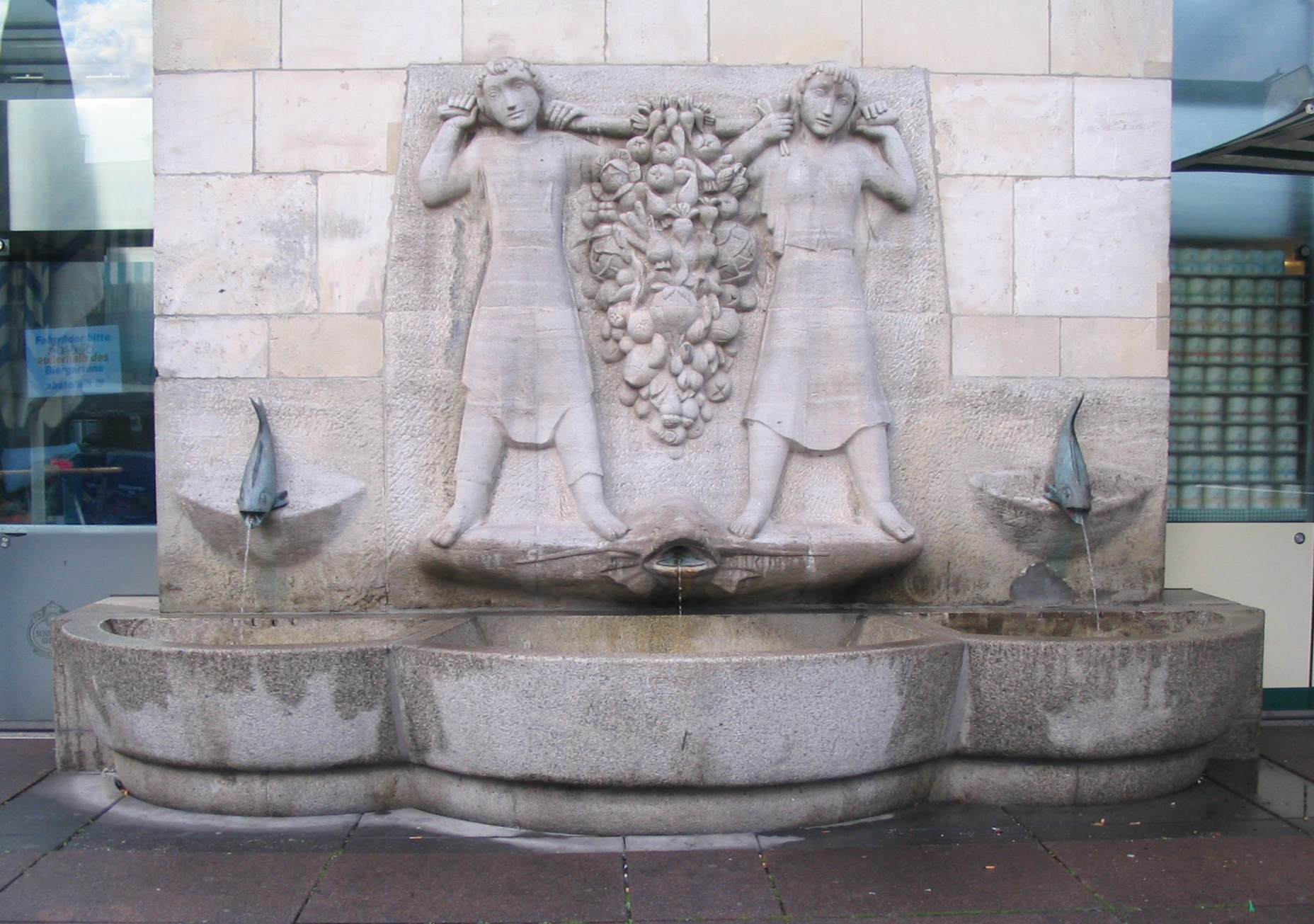
Der Brunnen am Carlsplatz in Düsseldorf
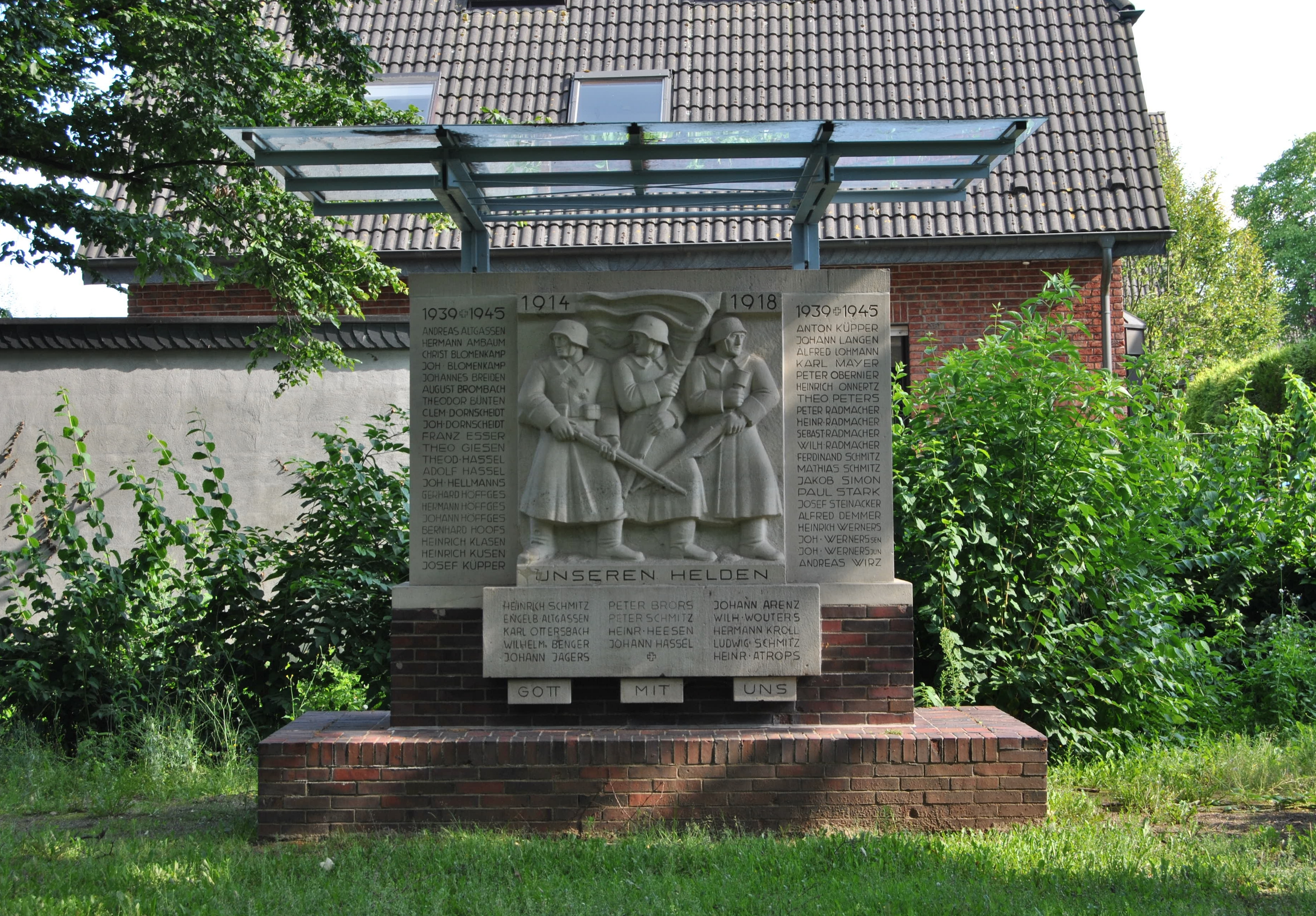
Kriegerdenkmal in Duisburg-Serm
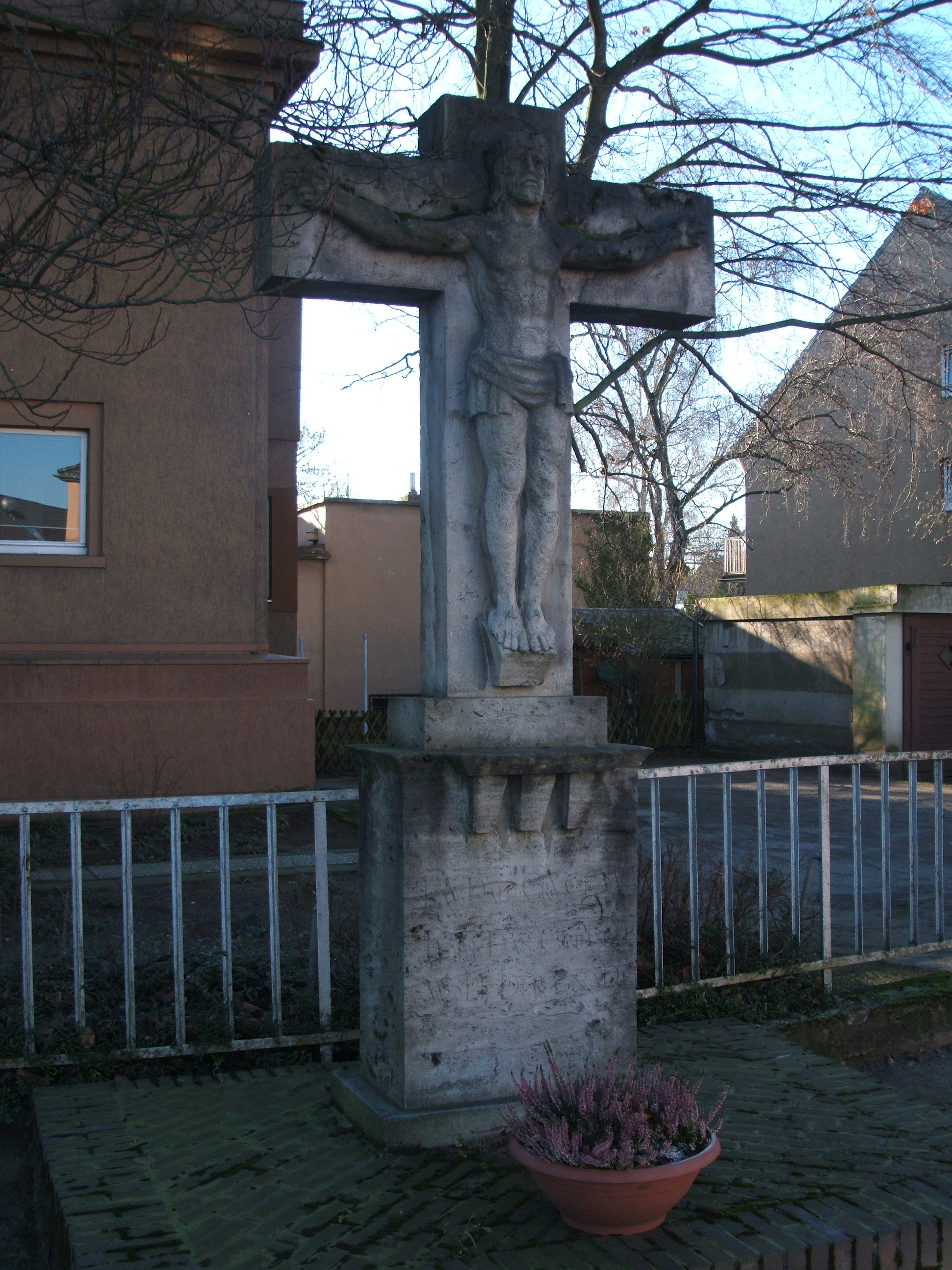
Das Steinerne Kreuz in Duisburg-Huckingen
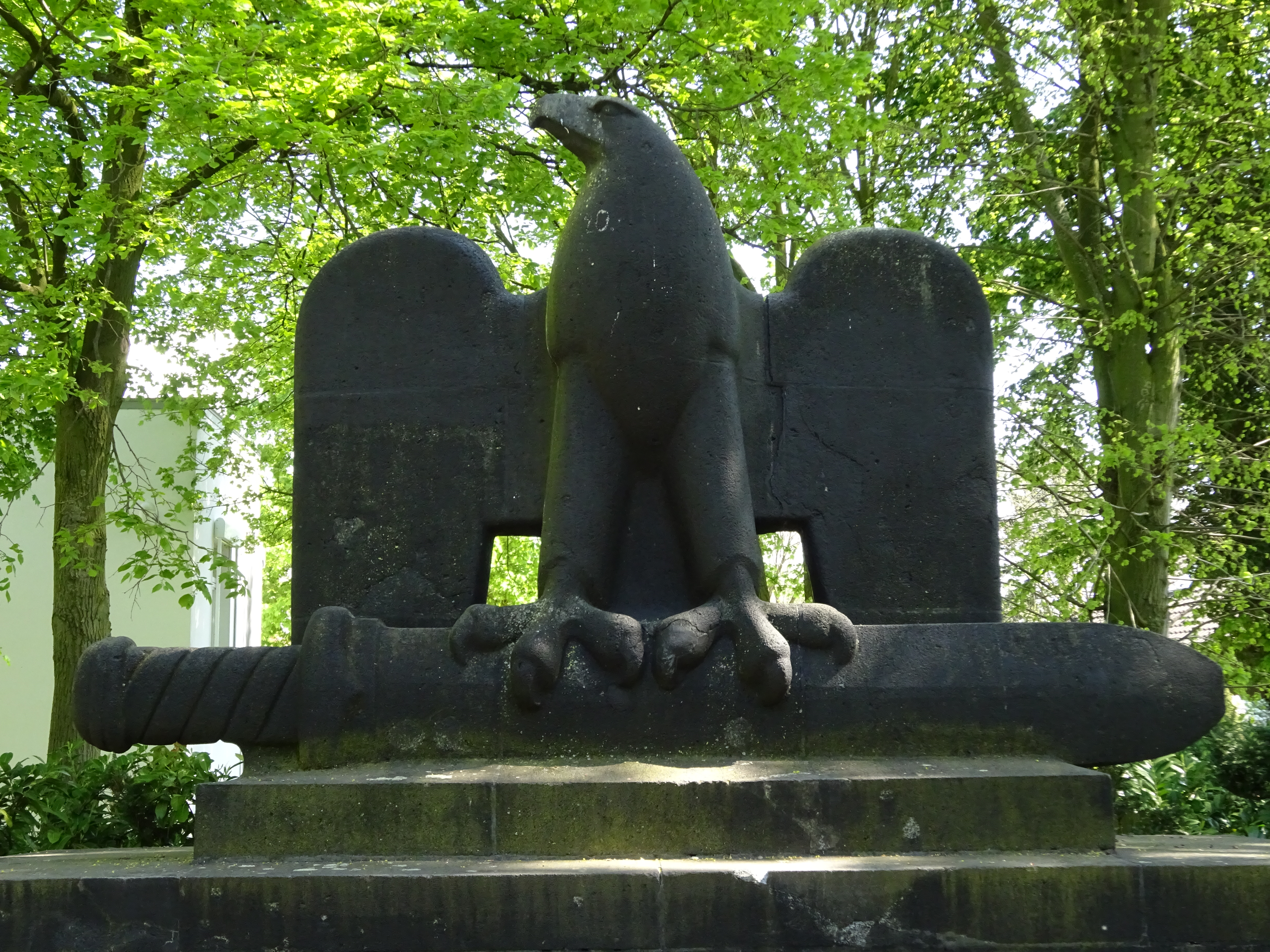
Kriegerdenkmal in Kalkar
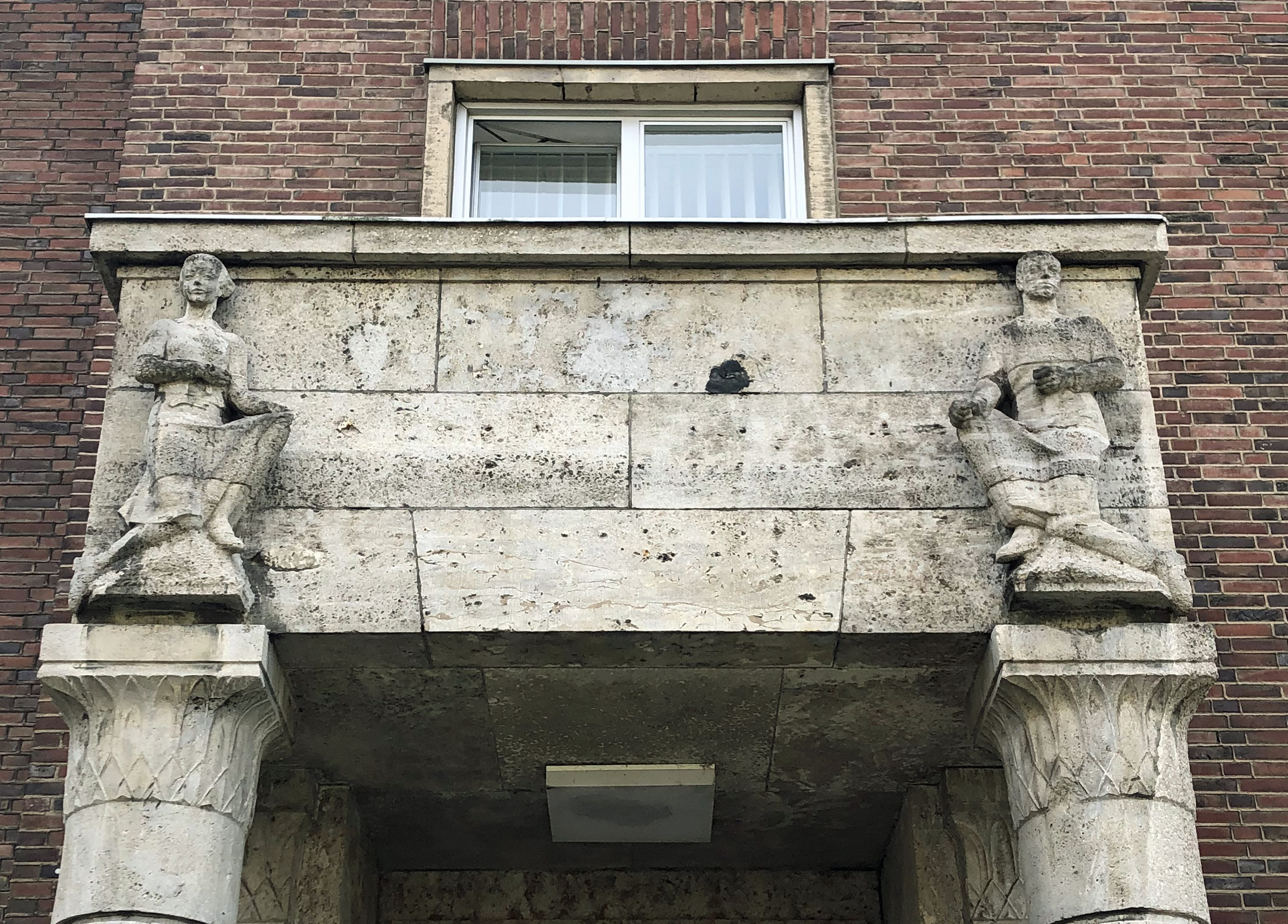
Figuren am Portal Bürgerbüro, Luegallee 65 in Düsseldorf-Oberkassel
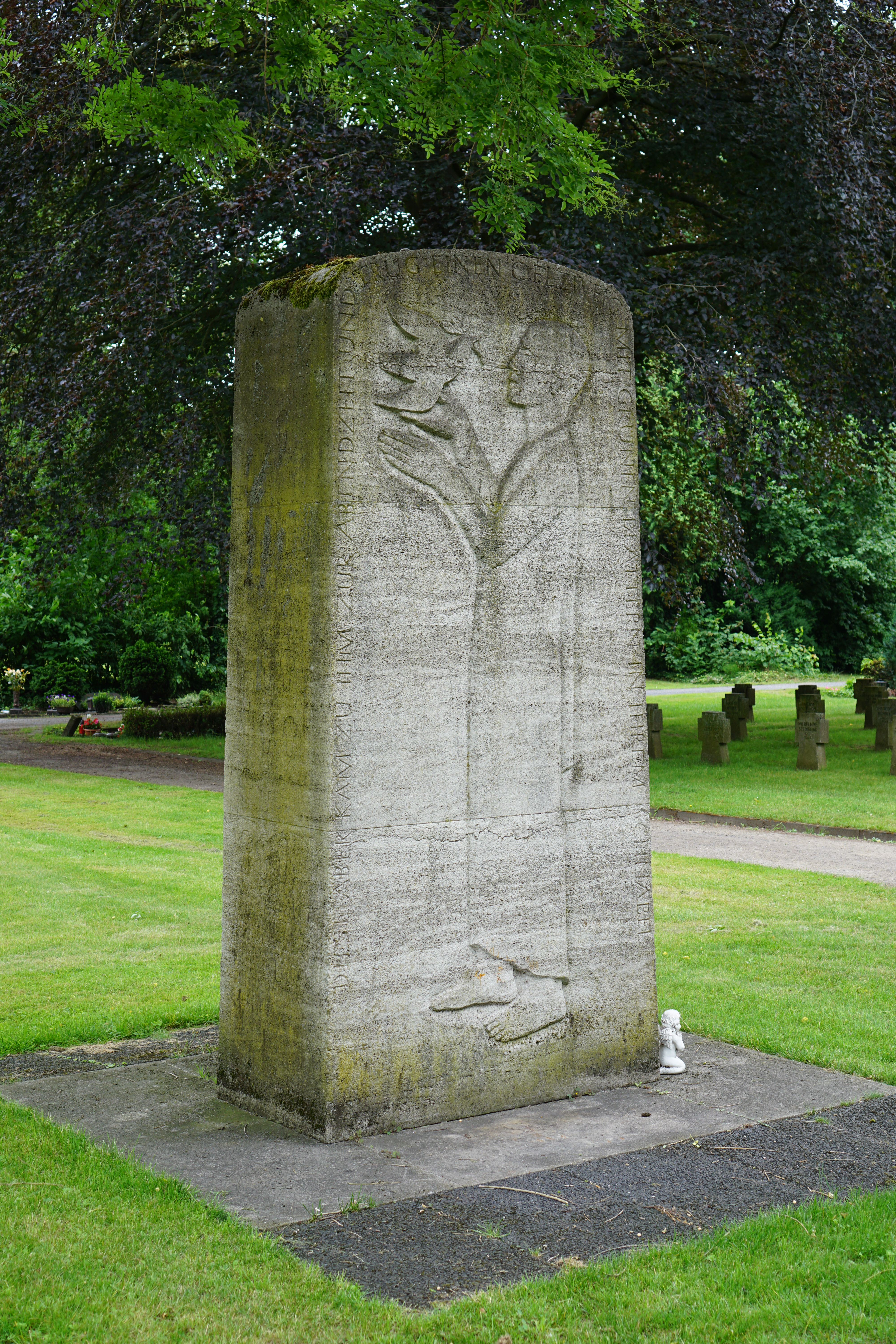
Mahnmal auf dem Friedhof Bügelstraße in Duisburg-Obermeiderich
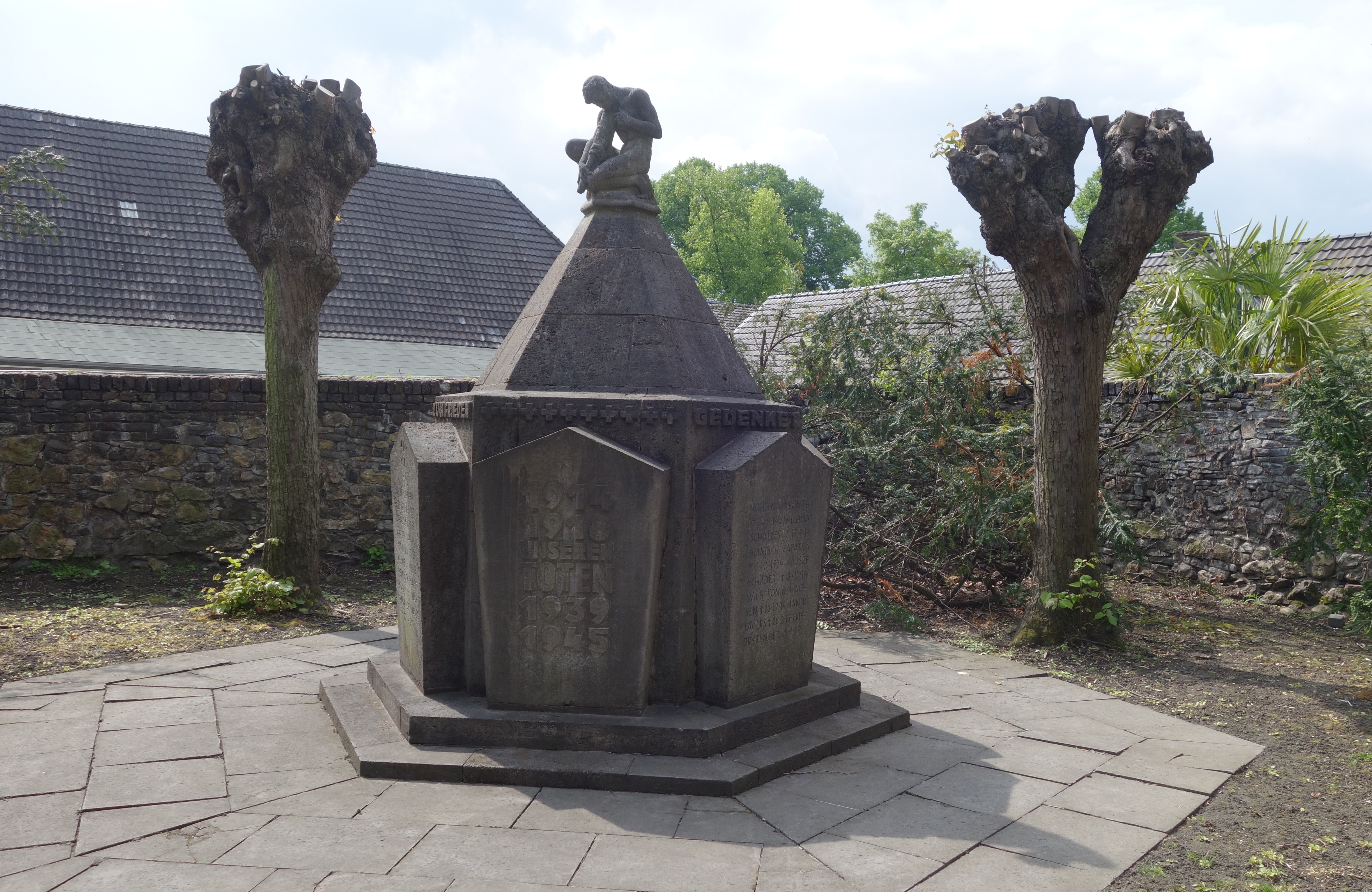
Das Gefallenen-Ehrenmal in Düsseldorf-Wittlaer